# Peixe-leão
Peixe-leão, peixe-peru, peixe-dragão, peixe-escorpião e peixe-pedra são alguns nomes vulgares para uma grande variedade de peixes marinhos venenosos dos gêneros Pterois, Parapterois, Brachypterois, Ebosia ou Dendrochirus, pertencentes à família Scorpaenidae. Um dos seus representantes mais conhecidos é o peixe-leão-vermelho.
Os peixes-leões são predadores vorazes. Quando estão caçando, encurralam as presas com seus espinhos e, num movimento rápido, engolem-nas. Eles são conhecidos pelos seus enormes espinhos dorsais e pela coloração listrada, de cores vermelha, marrom, laranja,  amarela, preta ou branca.
Os peixes-leões são nativos da região Indo-Pacífica, vivendo sempre próximos a recifes de coral, mas algumas espécies podem ser encontradas em outras regiões do mundo. Devido a uma recente introdução, podem ser encontrados no oeste do Oceano Atlântico e Mar do Caribe.
Os peixes-leões vivem até 15 anos e podem pesar até 200 gramas. Durante o dia preferem se abrigar em cavernas ou fendas, sendo animais de hábitos noturnos. Alimentam-se de pequenos peixes e normalmente só os comem vivos, mas em cativeiro podem ser habituados a comer camarão congelado. São ovíparos e a desova acontece à noite.

## Veneno

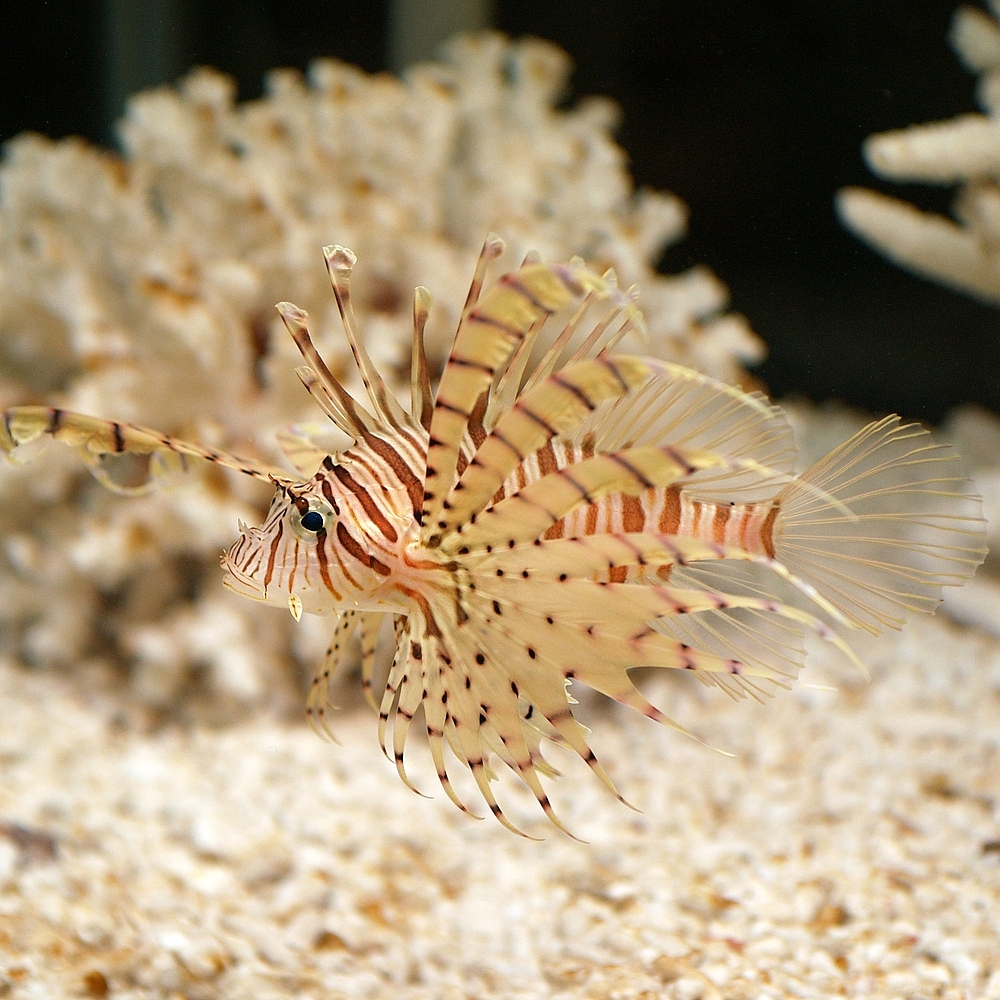
Peixe-leão fotografado no Suma Aqualife Park - Japão

O veneno dos peixes-leões é inoculado através de espinhos localizados nas regiões dorsal, pélvica e anal. Geralmente possuem de 12 a 13 espinhos dorsais, 2 pélvicos e 3 anais. Cada espinho possui duas glândulas que produzem e armazenam veneno. Os peixes-leão também possuem espinhos peitorais, porém estes não possuem glândulas de veneno.
A potência do veneno varia de acordo com a espécie e tamanho do peixe-leão. Os principais efeitos são: dor intensa  localizada, seguida de edema local, podendo também a vítima sentir náuseas, tontura, fraqueza muscular, respiração ofegante e dor de cabeça.
O veneno dos peixes-leões é constituído de proteínas termossensíveis, que são vulneráveis ao calor e se desnaturam facilmente. Os primeiros socorros constituem-se na imersão do local afetado em água quente (43-45 °C) por 30 a 40 minutos ou até a dor diminuir.